# Jean Garnier
Jean Garnier (ur. 11 listopada 1612 w Paryżu, zm. 26 listopada 1681 w Bolonii) – francuski historyk Kościoła, patrolog i teolog moralny. Jeden z najlepiej wykształconych jezuitów XVII w.
W latach 1643–1653 studiował filozofię w Clermont-Ferrand i 1653–1681 teologię w Bourges. Zajmował się badaniem starożytności chrześcijańskiej.

## Twórczość
- „Libellus fidei” (1648),
- „Regulae fidei catholicae de gratia Der per Jesum Christum” (1655),
- „Romanorum pontificum” (1680)